# Photoplay
Photoplay est l'un des premiers magazines réservés aux cinéphiles. Il a été fondé en 1911 à Chicago, la même année que le magazine Motion Picture Story, fondé par James Stuart Blackton. Il a disparu en 1980.

## Historique
Initialement, Photoplay était un magazine sur les films de fiction, décrivant les personnages, et donnant leurs résumés. En 1915, Julian Johnson et James Quirck en devinrent les principaux rédacteurs. Ensemble, ils créèrent un nouveau format pour le magazine, qui devient rapidement une référence dans la presse écrite sur le cinéma et les célébrités.

## Galerie
Quelques facteurs en couverture de Photoplay :

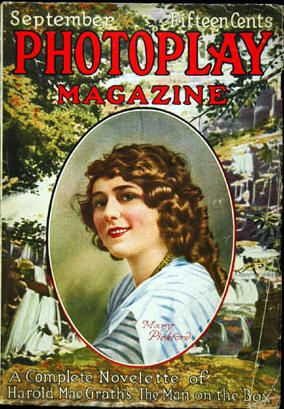
Mary Pickford (1914)
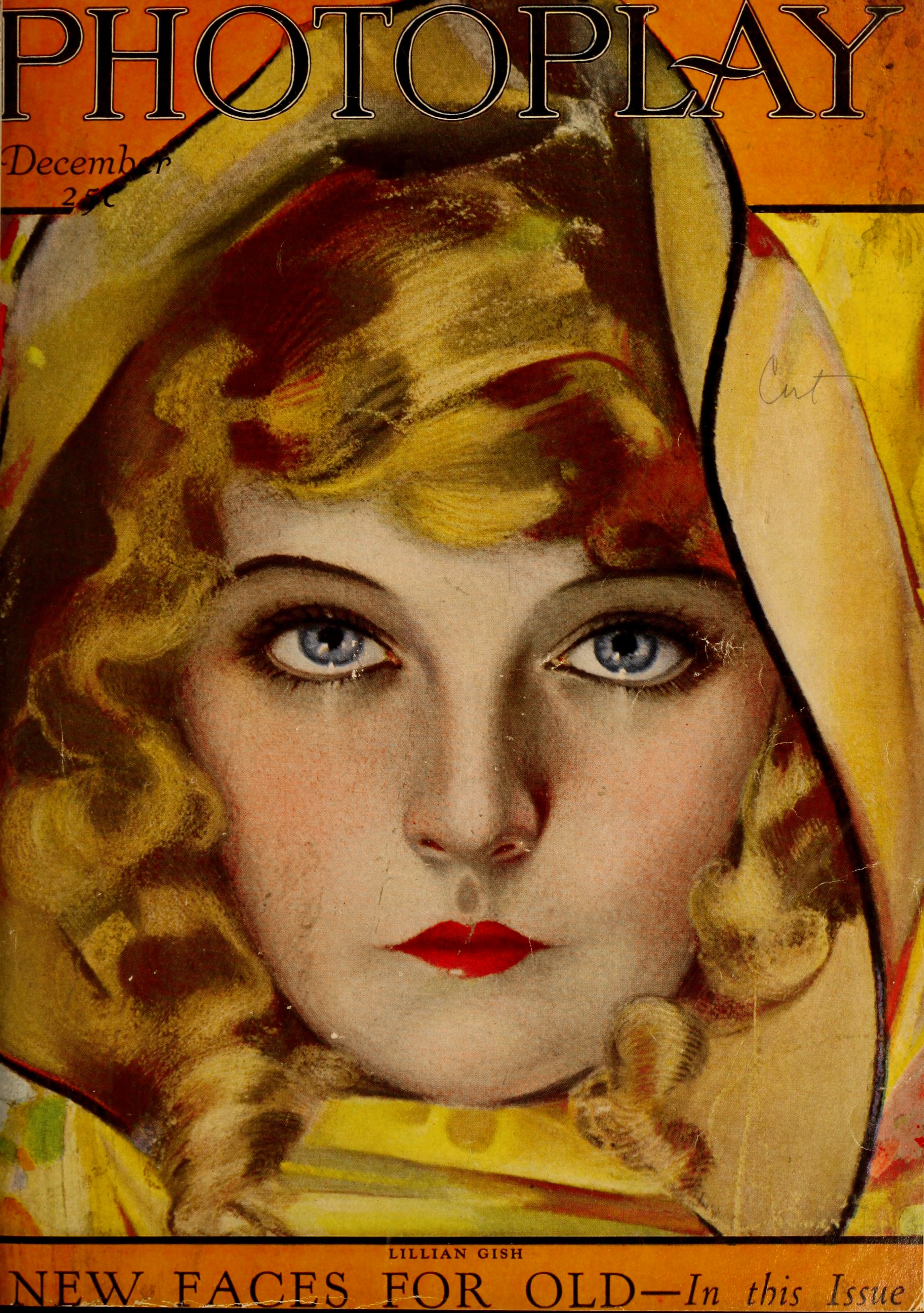
Lillian Gish (1921)
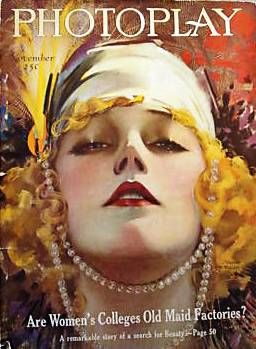
Marion Davies (1921)
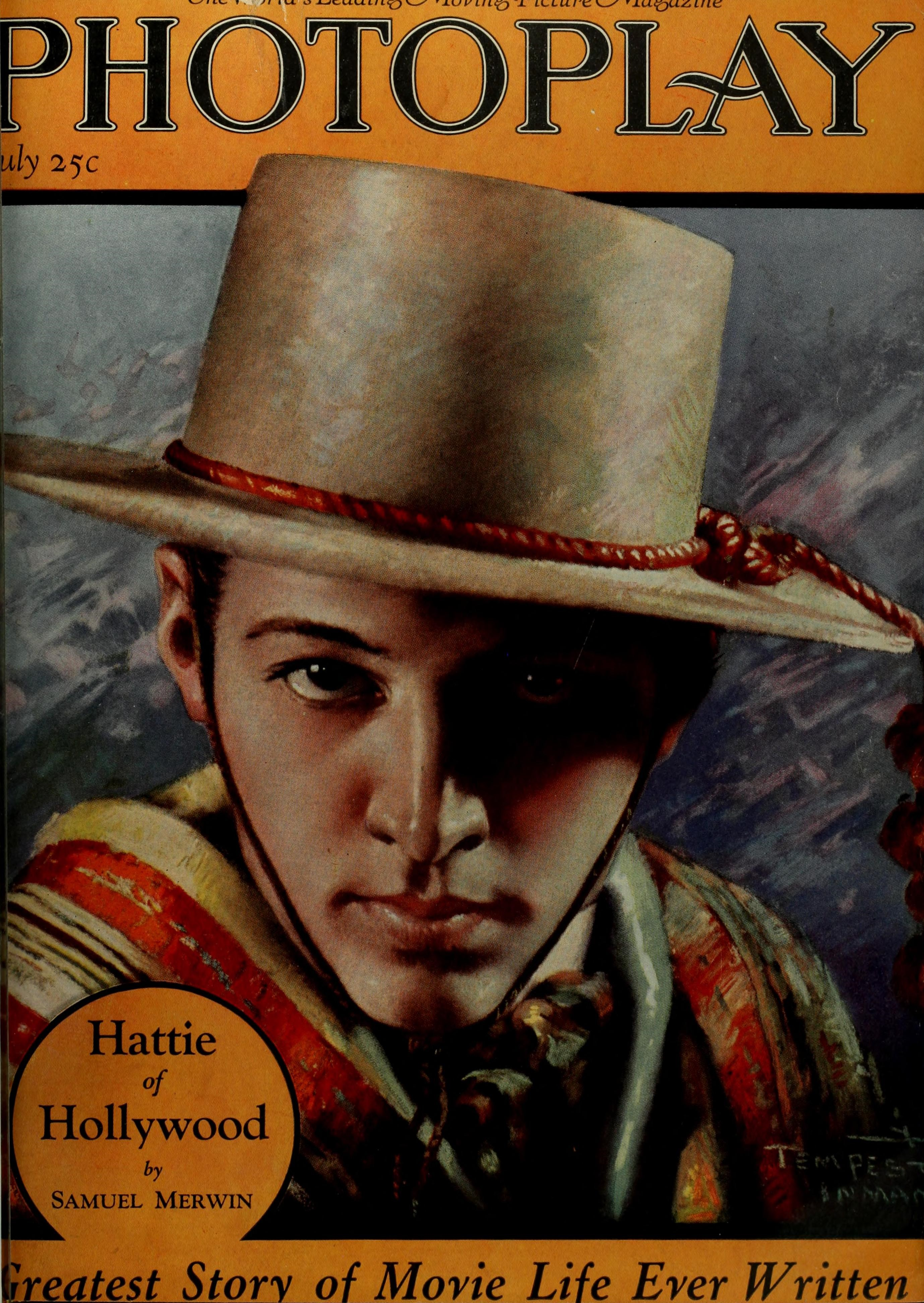
Rudolph Valentino (1922)
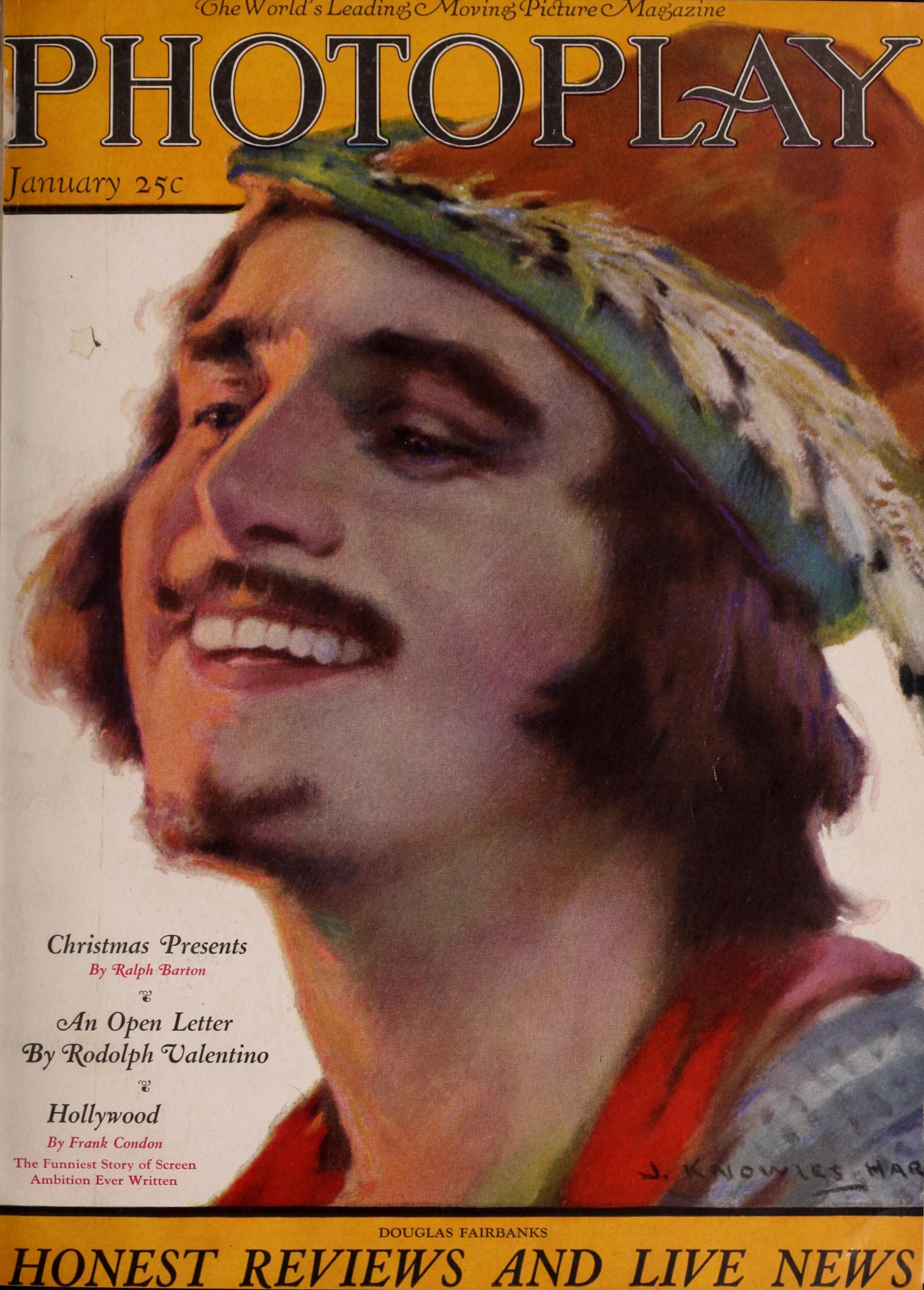
Douglas Fairbanks (1923)
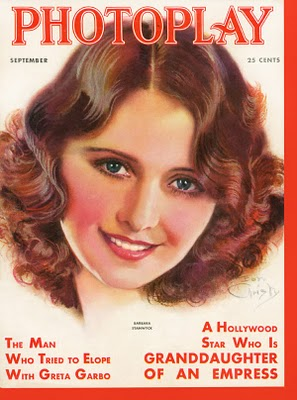
Barbara Stanwyck (1931)
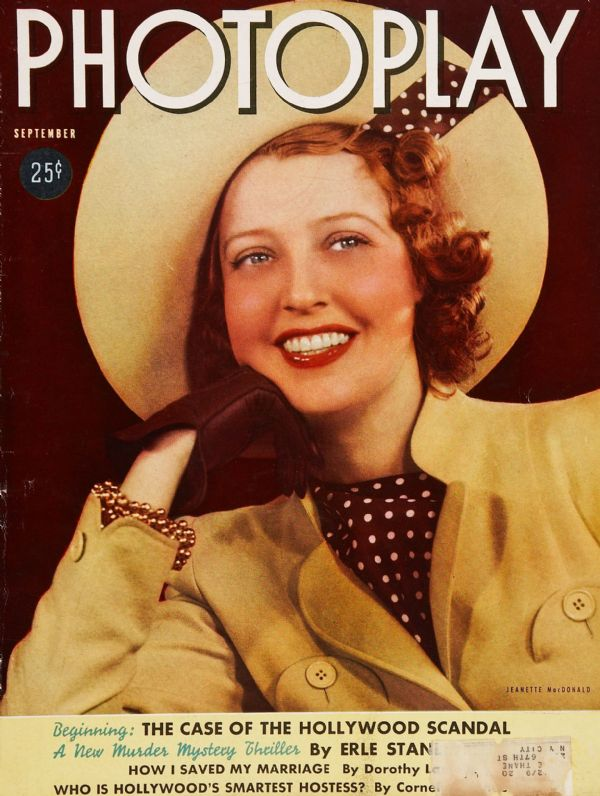
Jeanette MacDonald (1938)
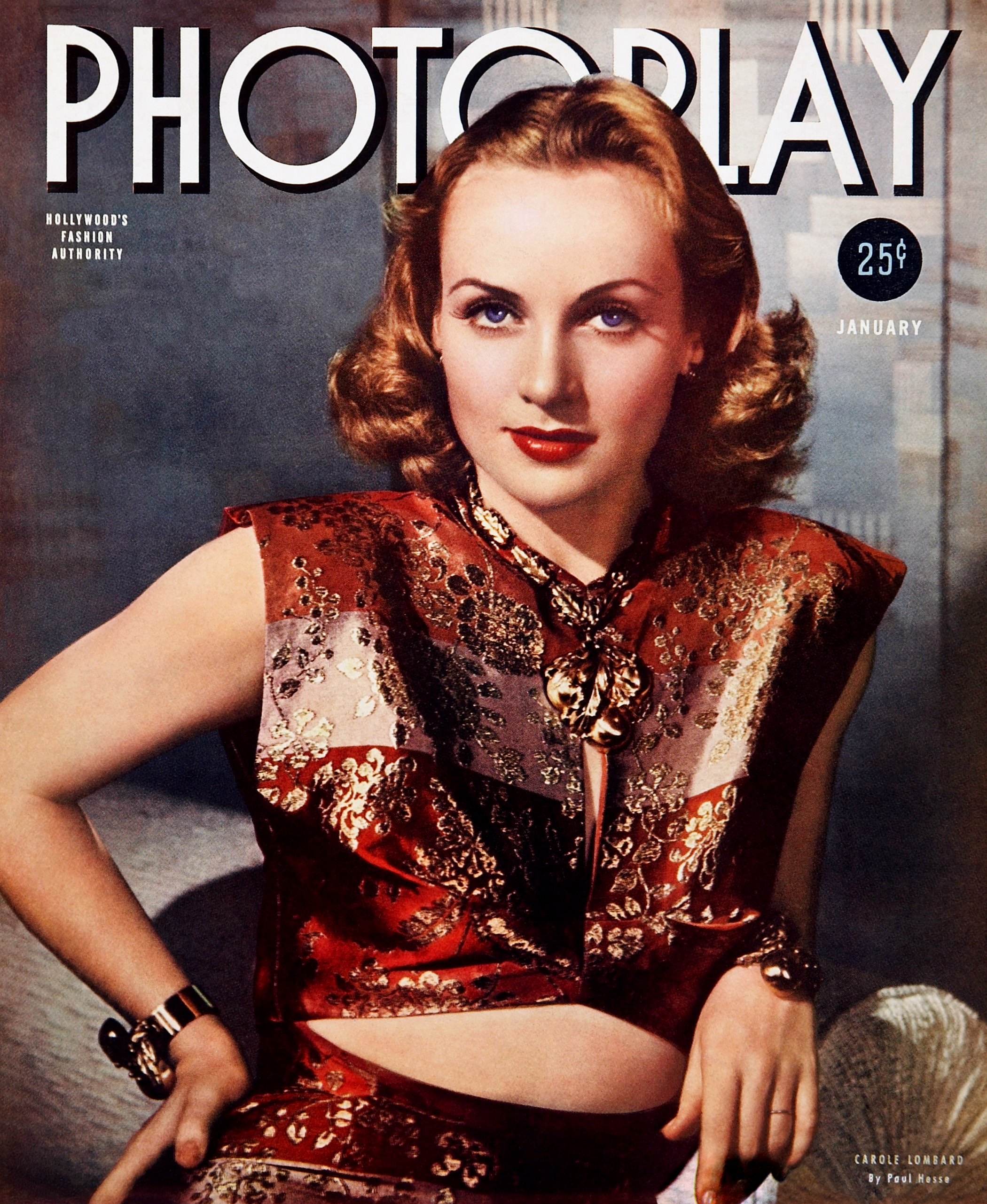
Carole Lombard (1940)
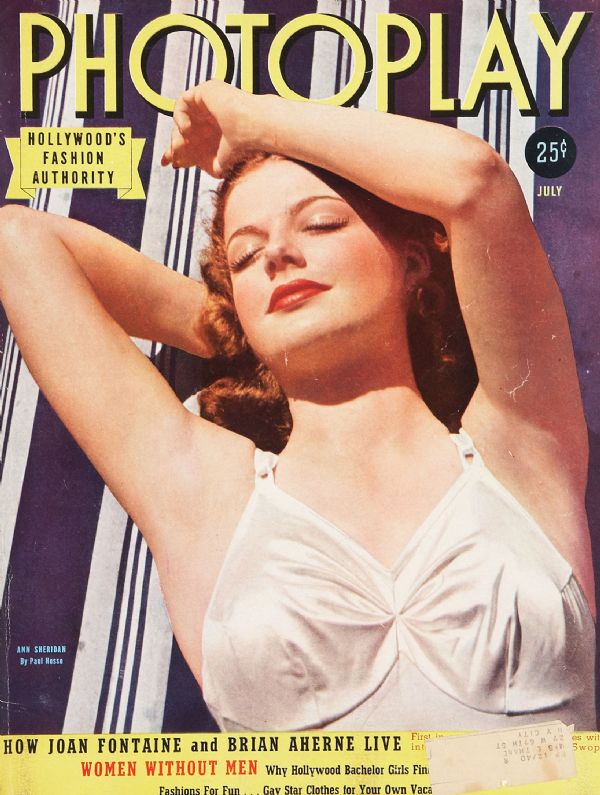
Ann Sheridan (1940)
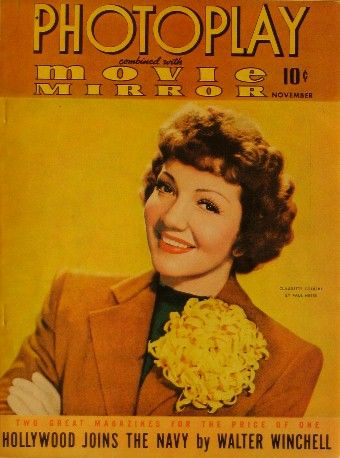
Claudette Colbert (1941)

## Photoplay Awards

### Palmarès 1968

#### Film préféré
- L'Extravagant Docteur Dolittle (Doctor Dolittle) – Rex Harrison

### Palmarès 1977

#### Film préféré
- La Malédiction (The Omen) – Gregory Peck et Lee Remick